# Льосово плато
Льосовото плато (на китайски: 黃土高原; на пинин: Huángtǔ Gāoyuán) е плато с площ 640 000 km2, разположено около долината на река Уей, в средната част на басейна на река Хуанхъ. Платото има огромно значение в китайската история, тъй като образува люлката на китайската цивилизация, бидейки отговорно за изключителното плодородие на Севернокитайската равнина. Почвата му е описвана като „най-склонната към ерозия на Земята“ и усилията за опазването му и управлението на земята му са централен фокус на съвременното китайско селско стопанство.

## Име
Регионът е назован по името на най-отличителната си черта, силно ронливия льос (немска дума за „свободно“), който е отлаган от ветровити бури през годините.

## Географска характеристика

### Географско положение, граници, големина
Люосовото плато е природна област в Китай, в средната част от басейна на река Хуанхъ и най-вече около десният ѝ приток река Уей. На юг е ограничено от планината Цинлин, на изток – от планината Тайханшан, на север – от пустинното плато Ордос, на северозапад – от река Хуанхъ и пустинята Алашан. В тези си граници заема площ около 640 000 km² (по други данни около 430 000 km²).

### Релеф, геоложки строеж, полезни изкопаеми
Преобладавщите височини на платото са 1200 – 1500 m. В пределите му обаче има отделни хребети Люпаншан, Хошан (2545 m), Люйляншан, Мяншан (2380 m), Утайшан, Джунтяошан (2367 m), гребените на които на места достигат до 2500 m и повече. В геоложко отношение платото представлява падина, запълнена с мощен слой мезозойски седименти, препокрити с льос. Мощността на льосовата покривка се колебае от 100 до 200 m, а на север – до 250 m. Рохкавите льосови пластове са подложени на интензивна ерозия. Мрежата от оврази в някои райони достига 5 – 6 km/km² и дълбочина до 100 – 150 m. На север преобладават льосовите ридове и възвишения, простиращисе по направление на господстващите ветрове, с обща дълбочина на разчленяване до 300 – 400 m. На юг са развити плоски и хълмисти плата, дълбоко набраздени от оврази. В Льосовото плато се разработват находища на въглища, желязна руда, нефт, горящи шисти, гипс, сол.

### Климат, води
Климатът на платото е умерен със суха и студена зима и горещо лято. Средната януарска температура е от -8°С на север до -4°С на юг, а средната юлска – от 22°С на север до 24°С на юг. Годишната сума на валежите варира от 500 mm на изток до 250 mm на северозапад. Голяма част от тях падат по време на летния мусон (юли – септември), предимно под формата на поройни дъждове, стимулиращи развитието на ерозията. Реките често текат в дълбоки дефилета и носят огромно количество наноси. Годишният обем на твърдият отток на река Хуанхъ надолу от платото превишава 1,3 млрд. т.

### Почви, растителност
Почвите развити върху льосовите наслаги се характеризират с високо плодородие, но в голямата си част те са измити и изнесени от водите. Естествената растителност представена от лесостеп на югоизток и суха степ на северозапад се е съхранила само в местата, които са неудобни за селскостопанска дейност.

## История
Исторически, Льосовото плато предоставя прост, изолиран подслон от студената зима и горещото лято в региона, където жилища, наричани яодонг (窰洞), често са били издълбавани в льоса. През средновековието хората вече отглеждат тук ориз. Някои съвременни семейства все още живеят в този тип подслони и в днешно време.
В миналото този регион е бил важен център на Пътя на коприната. Стоки, превозвани от кервани на запад, включват злато, рубини, жад, текстили, корали, слонови кости и произведения на изкуството. В противоположна посока пътуват бронзови оръжия, кожи, керамики и кора от канела.
По време на земетресението в Шънси през 1556 г., около 830 000 души загиват в резултат от срутващи се льосови кухини.

## Селско стопанство и околна среда
Льосовото плато е много плодородно и лесно за обработване през древните времена, което допринася за развитието на ранната китайска цивилизация около платото. Почти цялата територия на платото е земеделски усвоена, като склоновете на височина до 1000 m и повече са изкуствено терасирани. Отглежда се памук, просо, гаолян, пшеница.
Векове обезлесяване и прекомерна паша, влошени от нарастването на населението на Китай, водят до западнала екосистема, опустиняване и бедна местна икономика.
През 1994 г. начинание, познато като „Проект за рехабилитация на басейна на Льосовото плато“, е започнато с цел да се облекчи опустиняването. Ограничен успех е постигнат за част от Льосовото плато, където днес има зелени дървета и храсти. Важен фокус на проекта е да насочи хората, живеещи в платото, да използват по устойчиви начини за живот, като например държането на козите в кошарите, за да не скитат сами и да ерозират меката почва. Засадени са много дървета и природата вече се възстановява в част от платото.
Льосовото плато е образувано през дълъг геоложки период от време и учените са събрали ценна информация относно глобалната промяна на климата от образци, взети от дълбокия слой на почвата.